# Sam Johnstone
Samuel Luke Johnstone (Preston, Anglia, 1993. március 25. –) angol válogatott labdarúgó, a Wolverhampton Wanderers kapusa.

## Pályafutása

### Manchester United
Johnstone a Manchester United ifiakadémiáján kezdett el futballozni, a 2010–11-es szezonban ő lett az akadémiai csapat első számú kapusa. 2011. július 26-án kölcsönvette a harmadosztályú Oldham Athletic, mivel mindkét első csapatnál szereplő kapusuk sérült volt. Két szezon előtt barátságos meccsen, a Burnley, illetve a Fleetwood Town ellen játszott, majd visszatért a Untedhez.
2011. szeptember 9-én szintén kölcsönadták, ismét a harmadosztályba került, ezúttal a Scunthorpe Unitedhez, akik sérült kapusuk, Josh Lillis helyére kerestek játékost. Egy nappal később, a Sheffield United ellen be is mutatkozott a csapatban-. Október 19-én egy edzésen kificamodott az egyik ujja, így egy darabig nem játszhatott, ennek ellenére a Scunthorpe meghosszabbította az eredetileg egy hónapra szóló kölcsönszerződését. 2012. január 10-én tért vissza a manchesteriekhez. Tagja volt annak a csapatnak, mely a tartalékbajnokság rájátszásának döntőjében megverte az Aston Villát és bajnok lett.

## Válogatott
Johnstone szerepelt az U16-os és az U17-es angol válogatottban is, az U19-es csapatban 2010 szeptemberében, Szlovákia ellen debütált.

## Fordítás
- Ez a szócikk részben vagy egészben  a   Sam Johnstone című angol Wikipédia-szócikk fordításán alapul.  Az eredeti cikk szerkesztőit annak laptörténete sorolja fel. Ez a jelzés csupán a megfogalmazás eredetét és a szerzői jogokat jelzi, nem szolgál a cikkben szereplő információk forrásmegjelöléseként.

## Külső hivatkozások
- Sam Johnstone adatlapja a Manchester United honlapján